# Гилерме Маринато
Гилерме Алвим Маринато (на руски: Гильерме Алвим Маринато; на португалски: Guilherme Alvim Marinato) е роден в Бразилия натурализиран руски футболист, вратар, който играе за Локомотив Москва.

## Кариера

### Атлетико Паранаенсе
Маринато прави своя професионален дебют за Атлетико Паранаенсе при загубата с 0:1 от Насионал Атлетико Клубе на 13 февруари 2005 г. Гилерме постепенно си спечелва място и играе в 18 мача за първенство и 3 мача от бразилската купа през сезон 2007.

### Локомотив Москва
През август 2007 г. Гилерме подписва петгодишен договор с ФК Локомотив Москва, като става първият бразилски вратар в руския футбол. Той взима фланелката с номер 85. През 2007 г. той не играе нито един мач за първия отбор, а само три мача за резервите.
Гилерме прави официалния си дебют за тима на 12 юли 2009 г. в руската Премиер лига срещу Том Томск (0:0), оттогава е титулярен вратар в Локомотив. През 2010 г. той променя номера си от 85 на 1. Играе през всички 30 мача за този сезон.
По време на зимния лагер в Кипър през февруари 2013 г. Гилерме е избран за капитан на Локомотив от треньора Славен Билич. През юли 2013 г. печели месечно състезание сред феновете на Локомотив за Играч на месеца. Той пропуска шест месеца след контузия на кръстни връзки в мача с ЦСКА Москва на 28 юли 2014 г. и се завръща в първия тим едва през пролетта. Въпреки че този сезон се оказва най-успешният за Гилерме в Локомотив, Локомотив печели само бронзови медали.

## Национален отбор
Гилерме е роден и израснал в Бразилия. Той получава руско гражданство и на 22 ноември 2015 г. е повикан в националния отбор на Русия за приятелски мач срещу Литва и Франция. Той дебютира на 26 март 2016 г., заменяйки своя колега дебютант Станислав Крицюк при победата с 3:0 и става първият натурализиран играч отвъд бившия Съветски съюз, който играе за руския национален отбор. Част е от състава за Евро 2016, но не играе в нито един мач.

## Личен живот
На 12 декември 2009 г., на 24-тия си рожден ден, Гилерме се жени за Рафаела, от която има дъщеря. Неговият любим отбор във футбола е Бенфика Лисабон и вратарят на Бразилия Жулио Сезар.
На 22 ноември 2015 г. Гилерме получава руско гражданство и с това правото да представлява Русия на международно равнище.

## Отличия
Атлетико Паранаенсе
- Далас Къп: 2004, 2005
- Кампеонато Паранаенсе: 2005

Локомотив Москва
- Купа на Русия: 2015, 2017, 2019
- Руска Премиер лига: 2017/18
- Суперкупа на Русия: 2019